# Jomala kyrka
Jomala kyrka i Jomala på Fasta Åland är tillägnad Sankt Olof och ligger alldeles vid ett stort järnåldersgravfält. Kyrkan har länge ansetts vara den äldsta på Åland.
Jomala kyrka är moderkyrka för Jomala församling. Kyrkans namn är ett tydligt bevis på de ursprungliga finska, kristna invånarna i denna del av Åland.[källa behövs]

## Historia
Det finns många tecken på platsen som vittnar och kyrklig aktivitet under tidigt 1200-tal. Däremot är det inget som tyder på en tidigare träkyrka. Två kalkstensskulpturer, Jomalalejonet och ett litet ansikte, är från samma tid.

## Kyrkobyggnaden
Jomala kyrka är byggd av röd granit med inslag av kalksten och spåntäckt tak. Kyrkan tillkom i sin första form under tidigt 1200-tal.  I den tidigaste kyrkan låg torn (1280-tal), långhus och kor i en linje från väster till öster och alla tre var bredare än långa. Efter flera ombyggnader under 1800-talet fick kyrkan en ovanlig T-formad lösning, där en nordsydlig tvärarm byggts till öster om långhuset samt en sakristia som tillkommit öster om denna tvärarm.

## Väggmålningar
Kyrkan fick sina unggotiska väggmålningar i gult, blått, grönt och rött under 1280-talet. Bland annat finns Yttersta domen återgiven på långhusets västgavel.

## Inventarier
- Ett krucifix från Gotland från senare delen av 1200-talet.[1]
- En Mariaskulptur från cirka 1300 som ändrats till Sankta Anna.[1]
- En Mariaskulptur med Jesusbarnet.[1]
- Fragment av ett baltiskt altarskåp från 1400-talet.[1]
- En dopfunt från Gotland från mitten av 1200-talet.[1]

Den moderna glasmålningen i vapenhuset föreställer Sankt Olof och är en gåva av konstnären Ture Bengtz.

### Orgel
- På 1870-talet byggde Zachariassen en orgel. Den stod tidigare på en läktare i väster som är riven.[2]

| Ryggpositiv I C-g3 | Huvudverk II C-g3 | Bröstverk III C-g3 | Pedal C-f1        | Koppel |
| Gedackt 8'         | Principal 8'      | Gedackt 8'         | Subbas 16'        | I/P    |
| Principal 4'       | Rohrpommer 8'     | Rohrflöte 4'       | Principal 8'      | II/P   |
| Gemshorn 2'        | Oktava 4'         | Principal 2'       | Gedackt 8'        | III/P  |
| None 8/9           | Koppelflöte 4'    | Spitzkvinta 1 1/3' | Oktava 4'         | I/II   |
| Sesquialtera 2 ch  | Waldflöte 2'      | Cymbel 1-2 ch      | Basszink 2 ch     | III/II |
| Scharf 2-3 ch      | Mixtur 4-6 ch     | Vox humana 8'      | Rauschpfeife 2 ch |        |
| Krummhorn 8'       | Trumpet 8'        | Tremolo            | Fagott 16'        |        |
| Tremolo            |                   |                    |                   |        |